# Otto Maier (Politiker)

Otto Maier

Karl Otto Maier (* 14. Juli 1901 in Stuttgart; † 18. Juli 1934 in Rommelshausen) war ein deutscher Politiker (NSDAP).

## Leben und Wirken
Nach dem Besuch der Oberrealschule in Stuttgart war Maier Praktikant im Elektro-Maschinenbau. Anschließend studierte er von 1920 bis 1923 Elektrotechnik an der Technischen Hochschule Stuttgart. Danach arbeitete er bis 1928 als Berechnungsingenieur im Cannstatter Werk der Maschinenfabrik Esslingen, gefolgt von einer Stellung als Versuchsingenieur im Elektromotorenwerk der Siemens-Schuckertwerke in den Jahren 1928 bis 1930. 1930 wurde er Assistent an der Technischen Hochschule in Stuttgart für den Bereiche Theorie und Untersuchung elektrischer Maschinen.
Zum 1. Mai 1928 trat Maier in Berlin in die NSDAP ein (Mitgliedsnummer 85.661). Im Juli 1930 übernahm er erste Funktionärsaufgaben als Ortsgruppenleiter und ab Oktober 1932 als Kreisleiter in Stuttgart. Maier wird als befähigter und kämpferischer Ortsgruppenleiter charakterisiert; Nationalsozialisten schildern ihn als bisweilen starrsinnig und fanatisch, aber auch aufrichtig.
Von 1932 bis zur Auflösung dieser Körperschaft im Herbst 1933 war Maier Mitglied des Württembergischen Landtages. Ab November 1933 war er Abgeordneter für den Wahlkreis 31 (Württemberg) im nationalsozialistischen Reichstag. Nach der Machtergreifung der Nationalsozialisten übernahm Maier in der NSDAP Aufgaben als Gauinspekteur und Leiter des Personalamtes im Gau Württemberg-Hohenzollern.
Maiers Freitod im Juli 1934 ging eine Niederlage in Konflikten um die Aufnahme hoher Beamter in die NSDAP als sogenannte Märzgefallene voraus. Dabei vertrat Maier die Position, dass nur solche Beamte in die Partei aufgenommen werden sollten, die vor der Machtübertragung NSDAP gewählt und sich „mindestens im engeren Kreis“ für die Nationalsozialisten eingesetzt hatten. Dies stieß auf Widerspruch des württembergischen Innenministers Jonathan Schmid, dem an einer möglichst vollständigen Übernahme des Verwaltungsapparates gelegen war, um diesen für die Ziele der Nationalsozialisten instrumentalisieren zu können. Als politisches Motiv für Maiers Suizid wird die Ermordung Ernst Röhms und weiterer SA-Führer im sogenannten Röhmputsch genannt, die verdeutlichte, dass Hitler auf ein Bündnis mit den alten gesellschaftlichen Eliten setzte. Als möglicher Auslöser des Freitods gilt eine Rede des Führers der Deutschen Arbeitsfront, Robert Ley, in Stuttgart am 16. Juli. Dabei soll Ley in angetrunkenem Zustand erklärt haben, die NSDAP habe den Arbeitern nichts versprochen, dies aber werde sie halten.
Für Maier rückte Gustav Oexle in den Reichstag nach; sein Nachfolger als Kreisleiter wurde Adolf Mauer.